# Bursting Out/Pull the Trigger
Bursting Out/Pull the Trigger è un singolo split contenente due canzoni: Bursting Out dei Venom e Pull the Trigger dei Blitzkrieg, pubblicato nel 1985 in Francia su etichetta New Records come allegato al numero 30 della rivista musicale Enfer Magazine.
La versione di Bursting Out dei Venom è differente rispetto a quella contenuta nel singolo 12" Die Hard della band.

## Tracce
1. Bursting Out (Bray, Lant, Dunn) - 2:58
2. Pull the Trigger (Tippins) -